# Uelsby
Uelsby es un municipio situado en el distrito de Schleswig-Flensburgo, en el estado federado de Schleswig-Holstein (Alemania). Tiene una población estimada, a fines de enero de 2023, de 426 habitantes.
Forma parte de la mancomunidad de municipios (en alemán, amt) de Südangeln.
Está ubicado al noreste del estado, cerca de las ciudades de Flensburgo y Kappeln, del fiordo Schlei y de la frontera con Dinamarca.